# Relacions (novel·la)
Relacions és una novel·la de Josep Pla i Casadevall, publicada el 1927.

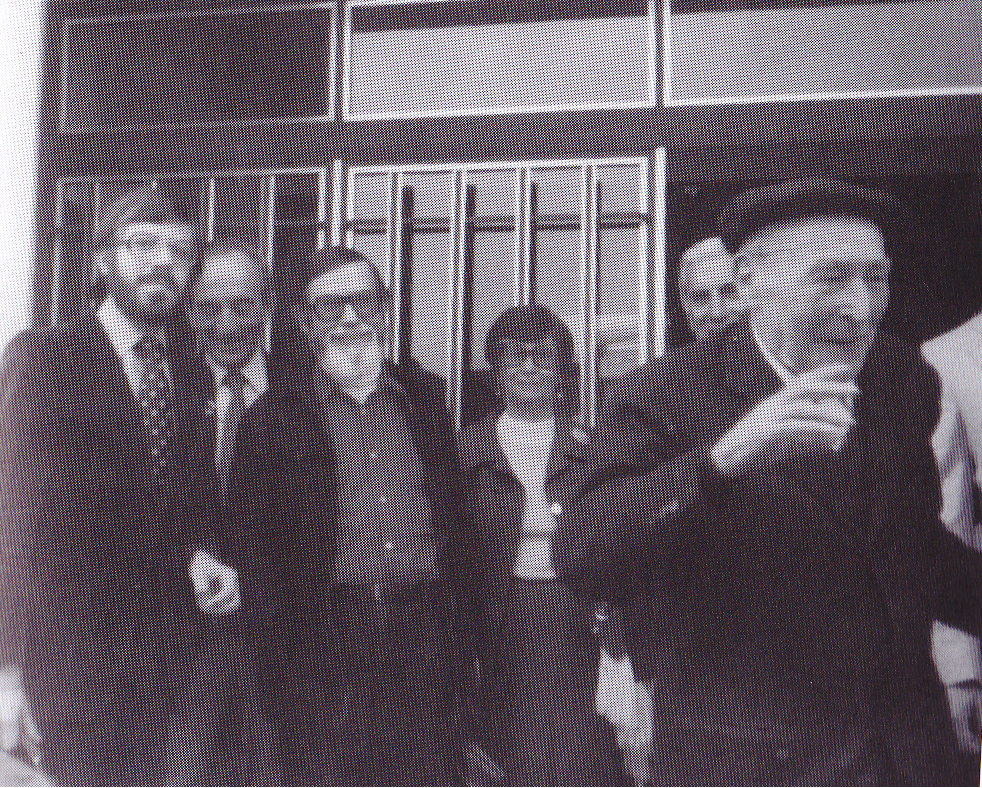
Josep Pla amb boina

L’obra s’obre amb un pròleg en què l’autor manifesta, de manera explícita, la intenció de respondre a les acusacions d’immoralitat que la crítica havia llançat contra les seves últimes publicacions. Amb un estil fortament irònic, l'autor descriu la novel·la com una successió d’escenes que retraten la vida humana..